# (162173) Ryugu
(162173) Ryugu es un asteroide que forma parte de los asteroides Apolo, descubierto el 10 de mayo de 1999 por el equipo del Lincoln Near-Earth Asteroid Research desde el Laboratorio Lincoln en Socorro, Nuevo México.

## Designación y nombre
Designado provisionalmente como 1999 JU3. Fue nombrado Ryugu en homenaje al palacio submarino Ryūgū-jō de Ryūjin, el dios dragón del mar según cuenta una leyenda japonesa, sobre un pescador que fue recompensado con una visita al palacio y trajo una caja con un secreto. La sonda espacial Hayabusa 2 ha visitado este asteroide, llegando a orbitario en julio de 2018, y trajo de vuelta una cápsula con muestras de su superficie el 5 de diciembre de 2020.

## Características orbitales
Ryugu está situado a una distancia media del Sol de 1,189 ua, pudiendo alejarse hasta 1,415 ua y acercarse hasta 0,9633 ua. Su excentricidad es 0,190 y la inclinación orbital 5,883 grados. Emplea 473,914 días en completar una órbita alrededor del Sol.

## Características físicas
La magnitud absoluta de Ryugu es 19,2. Está asignado al tipo espectral Cg según la clasificación SMASSII.